# Paridris
Paridris é um género de vespas pertencentes à família Platygastridae.
As espécies deste género podem ser encontradas na América, África e sudeste da Ásia.

## Espécies
Espécies (lista incompleta):
- Paridris aeneus (Ashmead, 1894)
- Paridris anikulapo Talamas, 2013
- Paridris armatus Talamas, 2012